# Levallois SC
A Levallois Sporting Club egy francia labdarúgó egyesület amelyet 1941-ben alapítottak. A klub székhelye a franciaországi, Levallois-Perret városában található. A Levallois jelenleg a Championnat de France Amateurs bajnokság A csoportjában játszik, mely a francia negyedosztálynak felel meg. Stadionjuk, a Stade Louison Bobet, Levallois-Perret városában található.
2002-2006-ig a klub a francia futball ötöd osztályában szerepelt, a Championnat de France Amatours 2-ben de az elmúlt szezonban a 3. hellyel feljutottak a csoportjukból.

## A2006-2007-es játékoskeret
| Kapusok            | Kapusok |
| ------------------ | ------- |
| Victorien Doitteau |         |
| Arnaud Ribeiro     |         |

| Hátvédek            | Hátvédek |
| ------------------- | -------- |
| Romain Mahobah      |          |
| Windsor Noncent     |          |
| Willy Iyok          |          |
| Salim Sadi          |          |
| Pascal Gossec       |          |
| Madji Baidomti      |          |
| Mohamed Diallo      |          |
| Mohamed Ali Haidara |          |
| Aboulahy Sangaré    |          |
| Charles Kokougan    |          |
| Mamadou Karamoko    |          |

| Középpályások      | Középpályások |
| ------------------ | ------------- |
| Cédric Rogin       |               |
| Chris Kutu         |               |
| Christopher Diallo |               |
| Erwan Le Goualec   |               |
| Joël Ribeiro       |               |
| Malick Houballah   |               |
| Mehdi Moumeni      |               |
| Mohamed Belgacem   |               |
| Mohamed Chamma     |               |
| Paulino            |               |
| Sami Ladj          |               |
| Walid Mesloub      |               |

| Csatárok              | Csatárok |
| --------------------- | -------- |
| Arsène Aké            |          |
| Bounama Diawara       |          |
| Cédric Petilaire      |          |
| Fathi El Hadri        |          |
| Dinah Diawara         |          |
| Ibrahima Traoré       |          |
| James Kamen           |          |
| Mohamed Ali Shatrit   |          |
| Ouaga Dago            |          |
| Ricardo Melendez      |          |
| Sibanga Goncho Pelewé |          |
| Aïssa Youcef          |          |

## Jelentős játékosok
- Didier Drogba
- Olivier Thomert